# Rue Jean-de-l'Épine
La rue Jean-de-l'Épine, est une ancienne voie de Paris qui était située dans l'ancien 7e arrondissement (actuel 4e arrondissement). Elle a disparu en 1855 lors du réaménagement de la place de l'Hôtel-de-Ville et de la rue de Rivoli, dans le cadre des travaux de transformations de Paris sous le Second Empire.

## Situation
Située dans l'ancien 7e arrondissement, quartier des Arcis, la rue Jean-de-l'Épine, d'une longueur de 74 mètres, commençait aux no 4 rue de la Vannerie et no 19 Place de l'Hôtel-de-Ville et aux no 1 rue de la Coutellerie et no 2 rue de la Tixéranderie.

Les numéros de la rue étaient noirs. Le dernier numéro impair était le no 23, et le dernier numéro pair était le no 24.

## Origine du nom
Elle porte le nom de Jean de l'Épine, bourgeois de Paris du XIIIe siècle.

## Historique
Dès 1280, elle portait ce nom qu'elle doit à Jean de l'Épine, bourgeois de Paris, dont la maison, suivant un cartulaire de Saint-Maur, avait une sortie sur la place de Grève. 

Au XVe siècle elle s'appelait « rue Philippe-de-l'Épine ».
Elle est citée sous le nom de « rue Jehan de l'Espine » dans un manuscrit de 1636.
Une décision ministérielle en date du 14 juillet 1816, avait fixé la largeur de cette voie publique à 7 mètres. Cette largeur a été portée à 10 mètres en vertu d'une ordonnance royale du 6 mai 1836.
Les dernières vieilles masures de cette voie publique sont tombées sous le marteau en février et mars 1855 dans le cadre des travaux de réaménagements de la place de l'Hôtel-de-Ville et de la rue de Rivoli.